# Elmohardyia arnaudi
Elmohardyia arnaudi är en tvåvingeart som beskrevs av José Albertino Rafael 1988. Elmohardyia arnaudi ingår i släktet Elmohardyia och familjen ögonflugor. Inga underarter finns listade i Catalogue of Life.